# Problemat profesora Czelawy
Problemat profesora Czelawy – polski film telewizyjny z 1985 roku w reżyserii Zygmunta Lecha. Adaptacja noweli Problemat Czelawy Stefana Grabińskiego.

## Treść
Wanda, żona psychiatry Stanisława Czelawy, zwraca się o pomoc do innego psychiatry – doktora Stockiego. Jej problem jest nietypowy. Co noc jest napastowana przez brutalnego, brudnego, cuchnącego wódką mężczyznę bliźniaczo podobnego do jej męża, który śpi obok w małżeńskim łożu.

## Obsada aktorska
- Dorota Kamińska – Wanda Czelawowa, żona profesora
- Jan Szurmiej – Doktor Janusz Stocki
- Mieczysław Janowski – Janek Paliwoda
- Eugeniusz Kujawski – Profesor Stanisław Czelawa – Stachur
- Monika Pietkiewicz (Zamachowska) – Joasia Paliwoda, córka Janka
- Jan Prochyra – Sutener Romaszko
- Tomasz Lulek – „Kokos"